# Tomás Povedano
Tomás Povedano de Arcos (Lucena, 22 de septiembre de 1847-San José, 29 de septiembre de 1943) fue un pintor español, que emigró a América y terminó estableciéndose en Costa Rica.

## Biografía
Estudió pintura en Málaga y Sevilla, ciudad en la que trabajó como ilustrador mientras era alumno en la Academia de Bellas Artes e impartía lecciones particulares de dibujo. Su carrera artística la comenzó decorando abanicos, lo que se revelará posteriormente en una serie de pinturas de flores y de temas alegóricos.
Colaboró con el movimiento que intentaba establecer la Primera República Española escribiendo en algunos medios como El Abanderado y El Baluarte; fue miliciano voluntario y delegado representante del Comité Provincial ante el Comité Municipal de Coalición Republicano. Fue masón (incluso fue Venerable Maestro de la Respetable Logia Hermes N. 7) y teósofo. 
En 1889-1891 participó en los certámenes científicos, literarios y artísticos de Sevilla y en 1889 obtuvo medalla de oro en la Exposición Universal de París por un retrato de cuerpo entero. Ese triunfo contribuye a salir vencedor en el concurso abierto por la Legación de Ecuador para crear una escuela superior de artes plásticas en Cuenca. 
Llega a ese país sudamericano en 1892 y funda la Academia de Bellas Artes de Cuenca y también la de Guayaquil. Durante el tiempo que permaneció en Ecuador tuvo importantes encargos de retratos.

### Radicación en Costa Rica
Abandonó Ecuador en 1896 para trasladarse a México, pero en el trayecto hizo un alto en Costa Rica por invitación del Gobierno. El presidente Rafael Iglesias Castro lo contrata para organizar la Escuela Nacional de Bellas Artes, que es inaugurada el 12 de marzo del año siguiente en San José. 

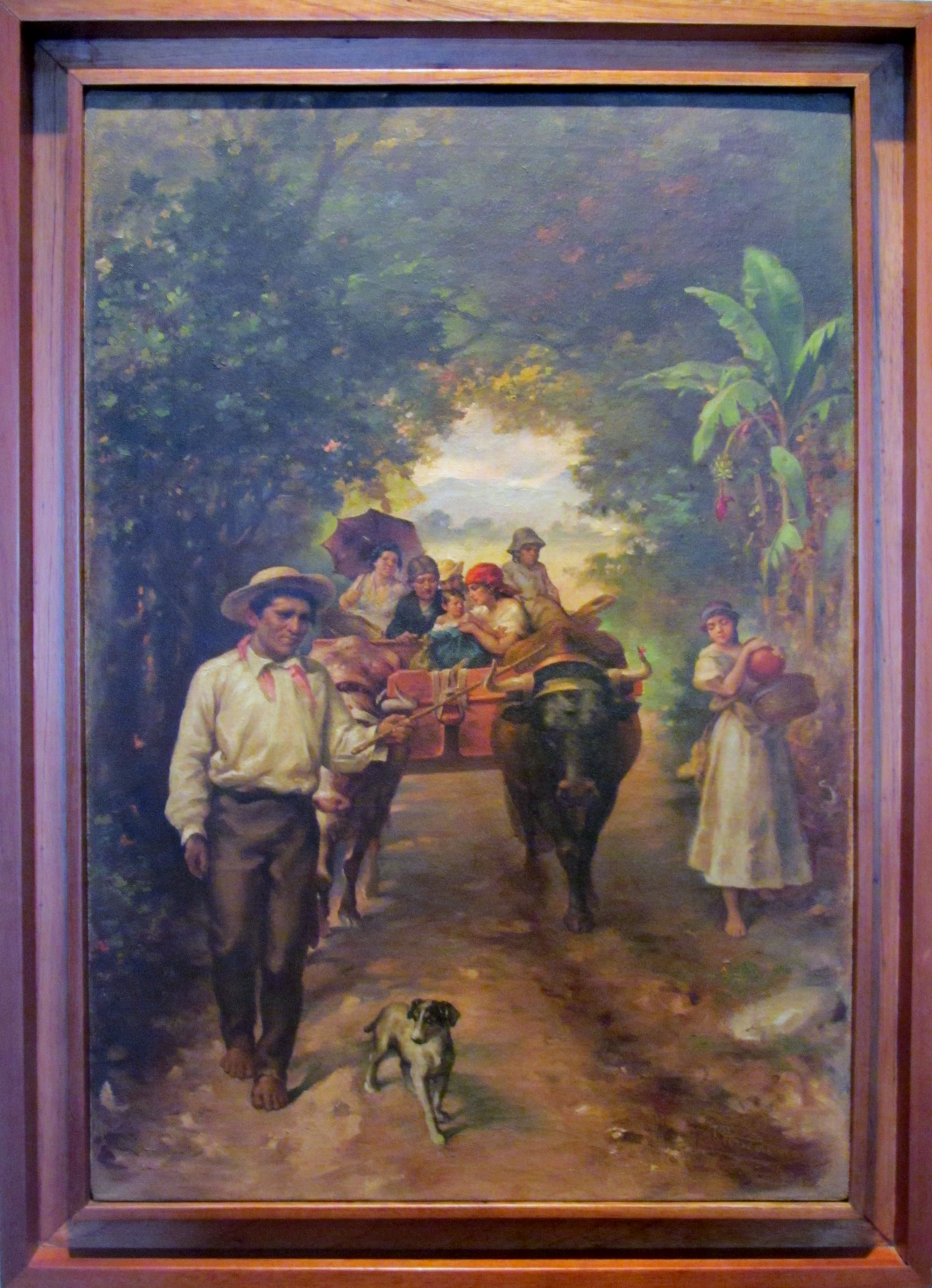
Domingueando. Museo de Arte Costarricense

Tomás Povedano desempeñó el cargo de director de dicha Escuela hasta 1940, año en que la institución pasa a formar parte de la Universidad de Costa Rica.
Impresionado por los aborígenes, Povedano pintó cuadros que reflejan, idealizada, la cultura, la historia, el arte y la fisonomía de la población autóctona de América. Realizó asimismo una importante obra de temática nacional que incluye paisajes y temas costumbristas. 
En 1926 fue seleccionado —junto con Enrique Echandi, Ezequiel Jiménez y Emil Span— para representar a Costa Rica en la Exposición Panamericana de Pintura de 1925, patrocinada por el Museo de Arte de Los Ángeles y celebrada en su recinto. Participó en las Exposiciones de Artes Plásticas auspiciadas por el Diario de Costa Rica y fue presidente honorario —junto con Span, pintor alemán que enseñaba también en la Escuela de Povedano— del Centro de Arte. Contribuyó a la decoración del Teatro Nacional con tres grandes óleos: El arte, El comercio y La industria.

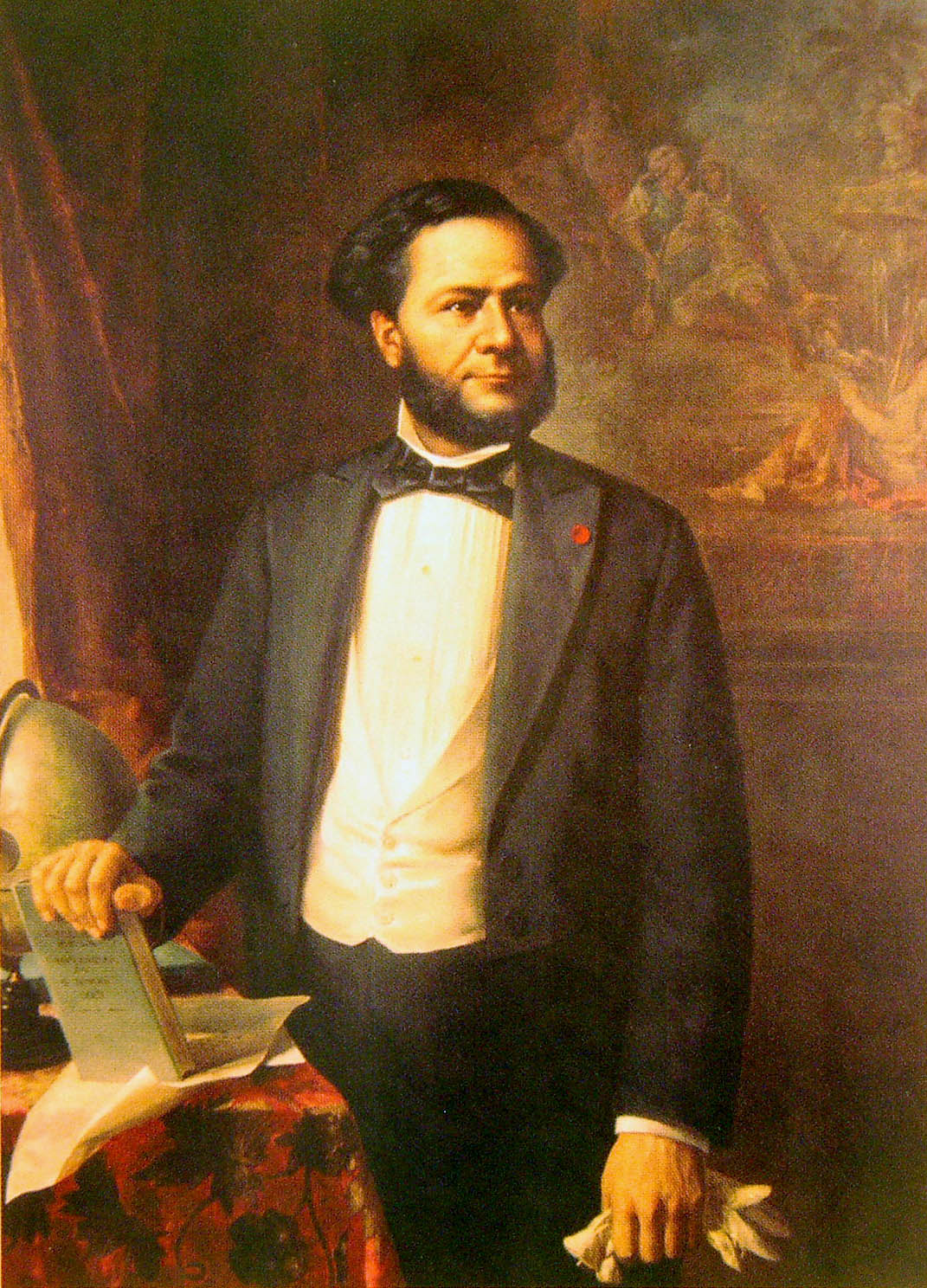
Retrato de José María Castro, que el presidente Luis Guillermo Solís colocó en su despacho en 2014

Pintó retratos de varios presidentes y de miembros de importantes familias del país. Entre los primeros, figura el de José María Castro, que Luis Guillermo Solís, después de asumir la presidencia en 2014, colocó en su despacho. Introdujo la acuarela en Costa Rica y mostró interés por la flora del país, pintando, como Span, cuadros de orquídeas y otras plantas autóctonas.  
Povedano también realizó ilustraciones para textos como el Silabario castellano de Porfirio Brenes, el periódico La Tribuna, las Páginas Ilustradas y El Fígaro, así como para la Cartilla histórica de Costa Rica, que, escrito por Ricardo Fernández Guardia, es el manual de historia más utilizado en la educación costarricense durante el siglo XX.
Maestro de gran cantidad de jóvenes costarricenses ansiosos de dedicarse a las artes plásticas, Povedano era un claro representante del estilo académico, que imperó en los primeros años de desarrollo de la pintura costarricense. Gran defensor de la existencia de la institución que creó, consigue mantener abiertas las puertas de la Escuela incluso en las más apremiantes situaciones económicas del país. Destacó en el retrato —representó a algunos de los más importantes políticos y personajes de la sociedad costarricense— y en paisajes, cuadros costumbristas y decorativos.
Su obra fue reconocida con premios y distinciones, y después de su muerte se han organizado varias retrospectivas importantes.
Fue organizador del movimiento teosófico de Costa Rica y fundador la Logia Virya (entre 1905 y 1915 dirigió la revista del mismo nombre), de la que derivó la Dharana, que presidió Roberto Brenes.
Povedano se casó primero con la española Carolina Amores —con quien tuvo a dos hijos, María de la Cinta y Diego— y después con la costarricense María Esmeralda Inés de Jesús Loria Rivera (n. 12.10.1901); del segundo matrimonio tuvo una hija, María Elena (n. 25.06.1928).

### Povedano como director de la Escuela de Bellas Artes
Povedano implantó el academicismo en la Escuela que fundó y fue un consecuente opositor de las nuevas tendencias pictóricas de fines del siglo XIX y de las vanguardias de principios del XX. Así, escribió que las obras del sintetismo, cubismo, futurismo y el orfismo eran «estudios de patología artística contemporánea[...], engendros de la demencia, que no se concibe cómo hayan podido ser aceptados por un momento sin severa repulsa en pueblos que presumen ir a la cabeza de la civilización».

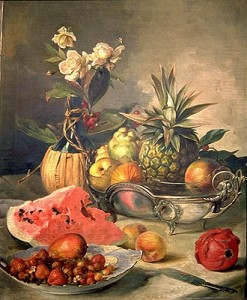
Comida en una mesa

Como señala un ensayo dedicado a las exposiciones de artes plásticas celebradas en San José desde 1928 hasta 1937, la Escuela de Bellas Artes era una «academia enteramente de espaldas a las tendencias renovadoras de la época. Sus obras se dirigen sobre todo a determinadas zonas del refinamiento de la élite social».
Los alumnos de Povedano seguían la copia de yesos y dibujos que formaban parte de la colección de esculturas clásicas y grabados que el Gobierno había adquirido para la docencia. Se trataba de copiar «los modelos importados de Europa con paisajes de una arcadia trasnochada». En cuanto a modelos al natural, además del retrato, prevalecían los bodegodnes: flores, verduras y frutas; otro tema frecuente eran los paisajes de lagos con glorietas o cisnes, muchos de los cuales «resultaban arcaicos». «De ahí que en algunas caricaturas llamasen a muchas de las alumnas de Povedano “pinta almohadones y cintas”. Y era notoria la ausencia de lo costarricense», señala el ensayo.
Sin embargo, hay unanimidad en reconocer sus dotes de pedagogo. Povedano sabía enseñar y poseía un conocimiento muy sólido de las técnicas pictóricas, lo que unido a la férra disciplina que imponía daba buenos resultados.

## Povedano y la numismática

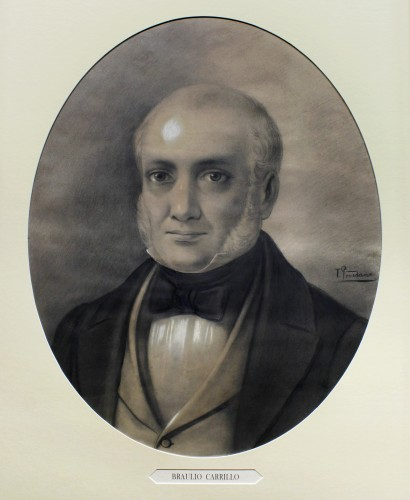
Retrato Braulio Carrillo

Varias obras de Povedano sirvieron de base para imágenes que después fueron grabadas en billetes que circularon en Costa Rica. El primero en el que se utilizó un retrato hecho por el artista español es el de 10 colones de 1903, emitido por el Banco Anglo Costarricense. Se trata de un dibujo al carboncillo de Braulio Carrillo Colina, que había sido publicado el año anterior en la Revista de Costa Rica. Este retrato es el más reproducido en papel moneda costarricense: así, volvió a ser grabado en los billetes de 5 colones del Banco Nacional de Costa Rica en los años 1940, y en otros del Banco Central en los decenios de 1950 y 1960.
El retrato de José Rafael Gallegos, que gobernó el país en dos ocasiones, fue elegido para adornar el billete de 1 colón del Anglo Costarricense en 1917, pero nunca salió a circulación.
En la imagen que ilustra el reverso del billete del Banco Nacional de 10 colones de la serie F, de 1939, está claramente presente la influencia de los dibujos de Povedano: el grabado del jefe aborigen es muy similar al cacique huetar que el pintor hizo para la Cartilla histórica de Costa Rica.
Povedano realizó en 1938 un dibujo a lápiz de Juan de Cavallón (actualmente en la Colección de Artes Visuales del Banco Central), que tres años más tarde sería reproducido por el grabador de la casa impresora Waterlow and Sons, de Londres, en el billete de 20 colones del Banco Nacional, serie E, en 1941. 
El mismo año y en el mismo banco salió a circulación el billete de 2 colones, serie E, que llevaba en su reverso la imagen modificada de El rescate de Dulcehé, óleo inconcluso de Povedano. El grabador de la casa impresora realizó los cambios pertinentes para presentar una obra terminada: dibujó los personajes de las figuras insinuadas en la obra original, modificó algunas posturas de otros y agregó elementos de fondo, según ha explicado Manuel Chacón, curador de numismática en los Museos del Banco Central.

## Premios y reconocimientos
- Galardonado en la Exposición Mundial Colombina de Chicago, 1893
- Medalla de oro en la Exposición Centroamericana, Guatemala, 1897
- Medalla de oro en la Exposición de Cuenca de 1904
- Medalla de plata del Primer Congreso Americano del Niño (1910)
- Medalla de plata el 15 de septiembre de 1921
- Placa de oro Academia de Bellas Artes del Ecuador (1921)
- Medalla de oro Cruz Roja de Costa Rica (1923)
- Seleccionado para representar a Costa Rica, junto con Enrique Echandi, Ezequiel Jiménez Rojas y Emil Span, en la Exposición Panamericana de Pintura de 1925, patrocinada por el Museo de Arte de Los Ángeles y celebrada en su recinto
- Medalla de oro de la Academia de Bellas Artes de Costa Rica (1939)
- Condecoración de la Cruz de Caballero (Cruz Roja Española)
- Caballero de la Orden del Libertador de Venezuela
- Miembro correspondiente de la Academia de Bellas Artes de San Fernando (España)

## Obras en colecciones públicas
(lista incompleta)
- Domingueando, Museo de Arte Costarricense (San José)
- Beneficios del café, Museo de Arte Costarricense (San José (Costa Rica)
- Retrato de Juan Rafael Mora, Museo Histórico Cultural Juan Santamaría (Alajuela)
- Verduras, Museos del Banco Central (San José)

Teatro Nacional (San José)
- El arte
- El comercio
- La industria

Museo Vázquez Díaz, Nerva, Huesca
- Alegoría de la Independencia de Nerva 1
- Alegoría de la Independencia de Nerva II

## Galería

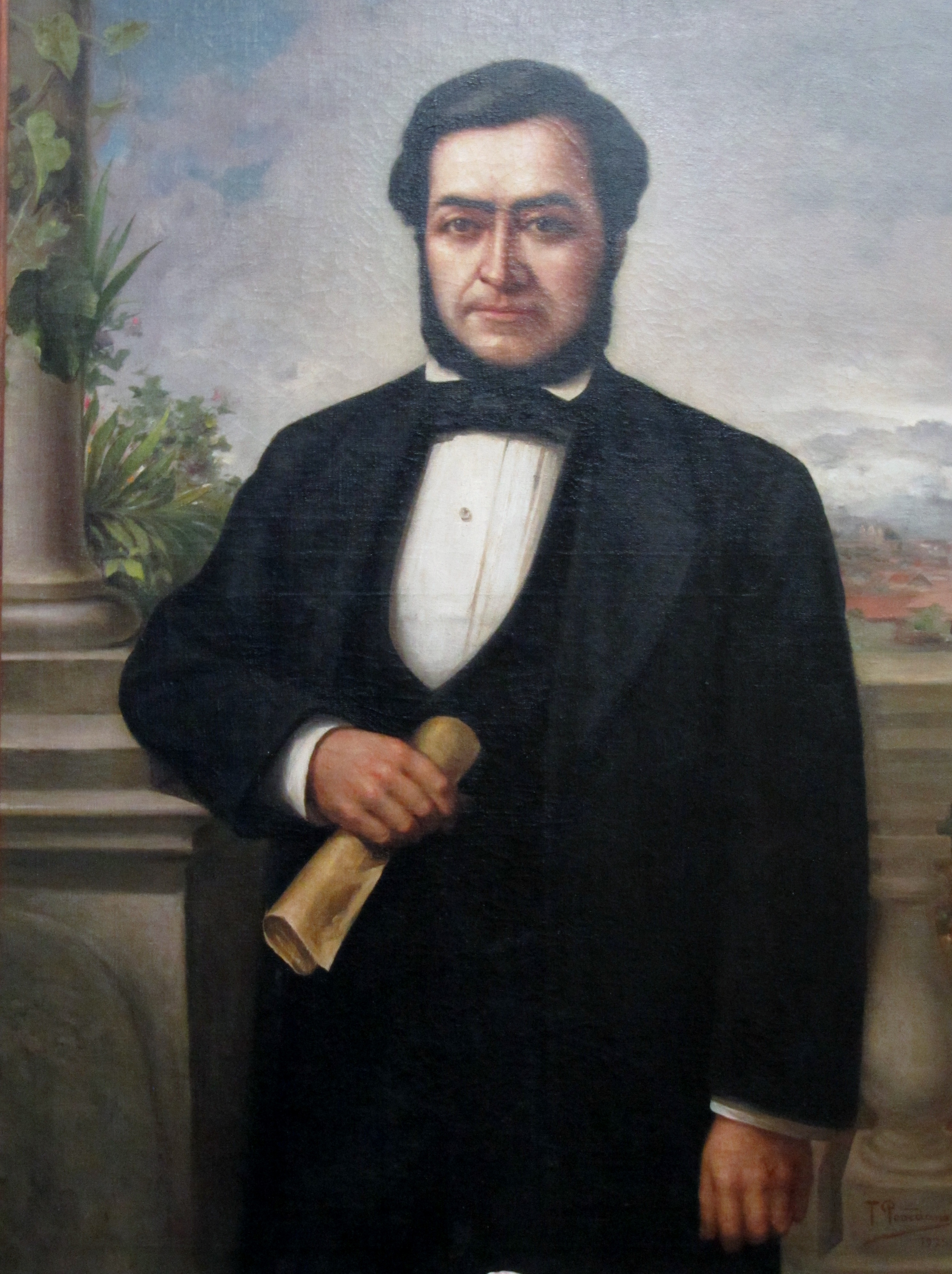
Juan Rafael Mora
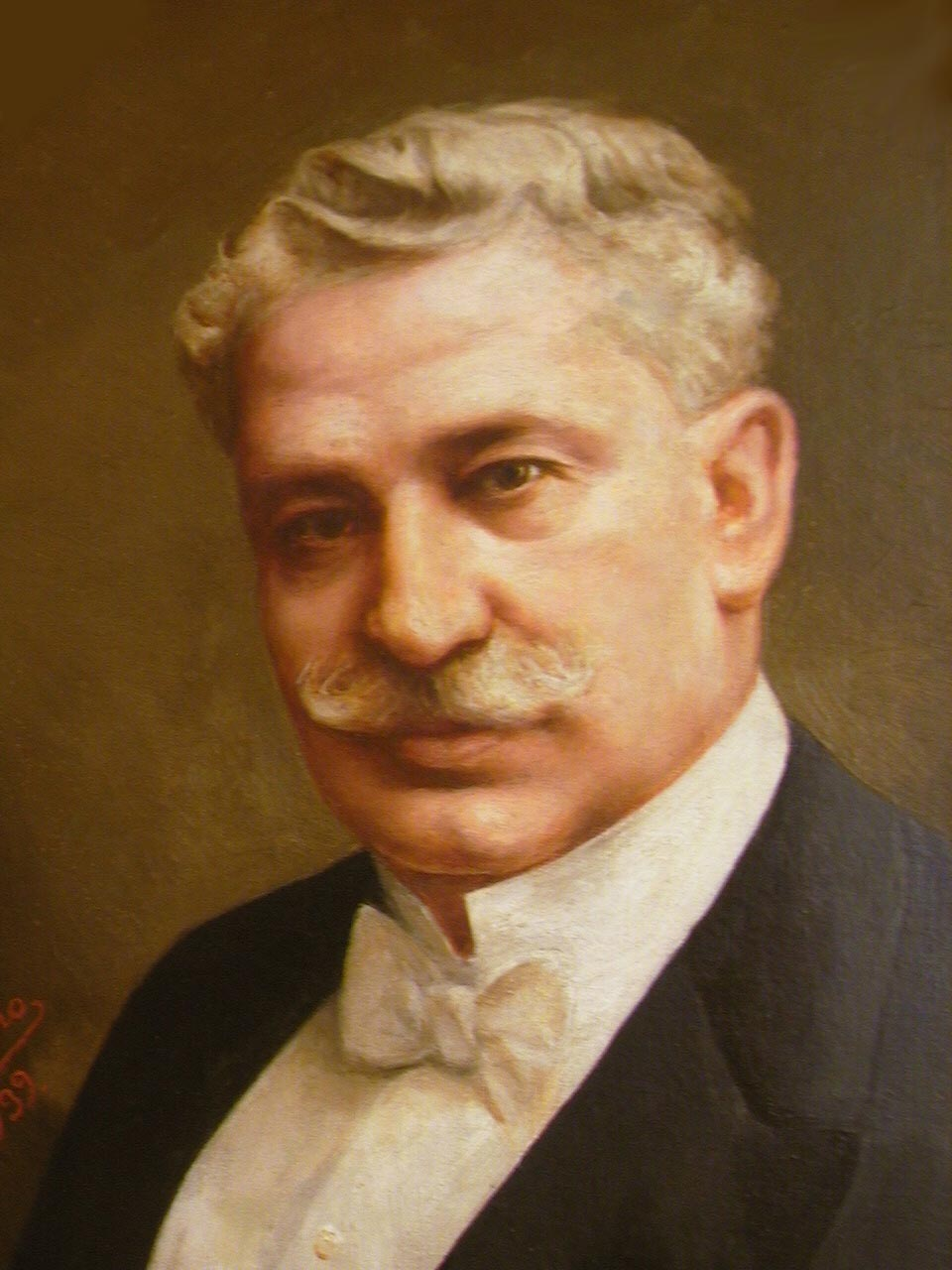
Julio Acosta García
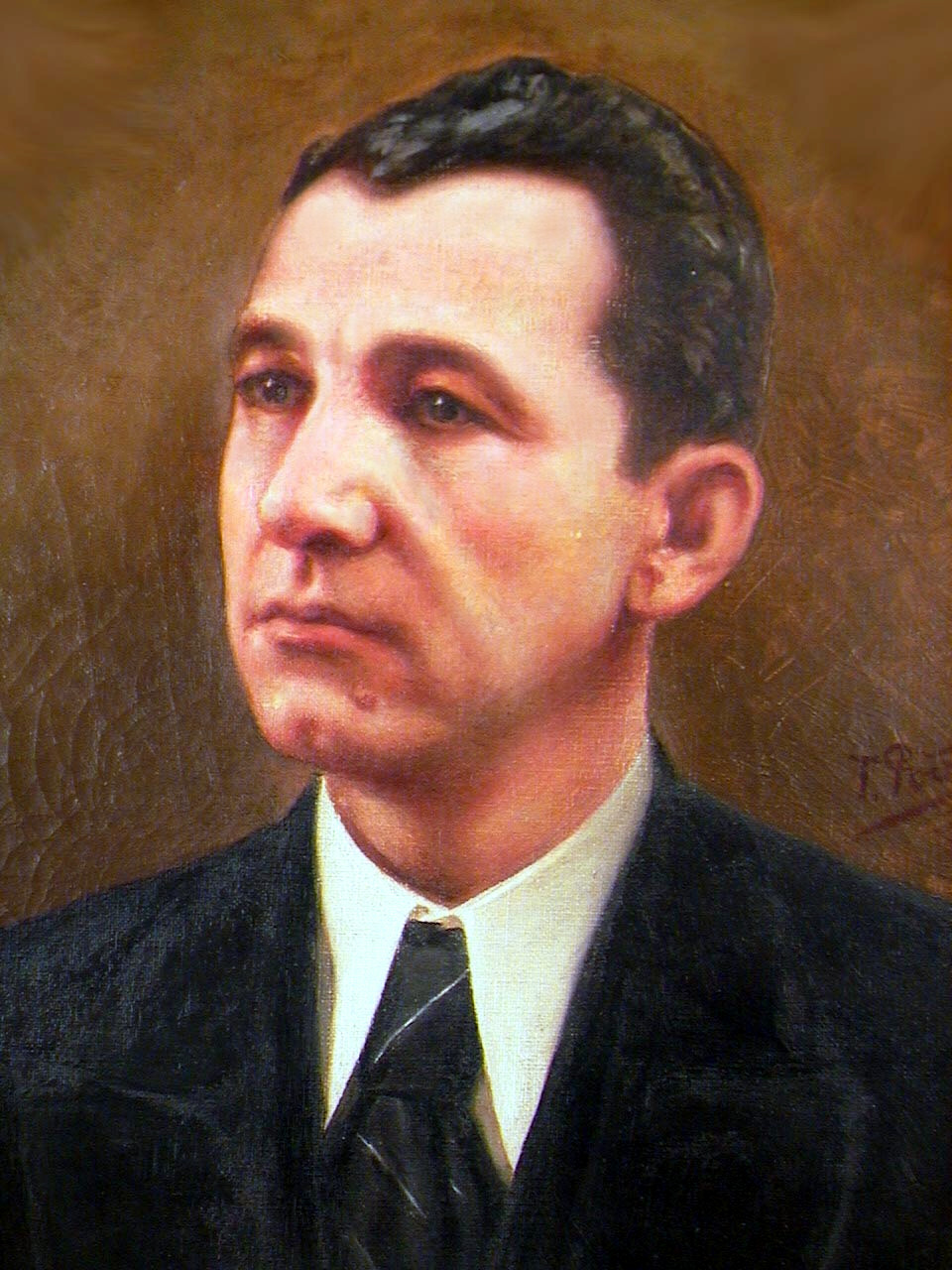
León Cortés Castro

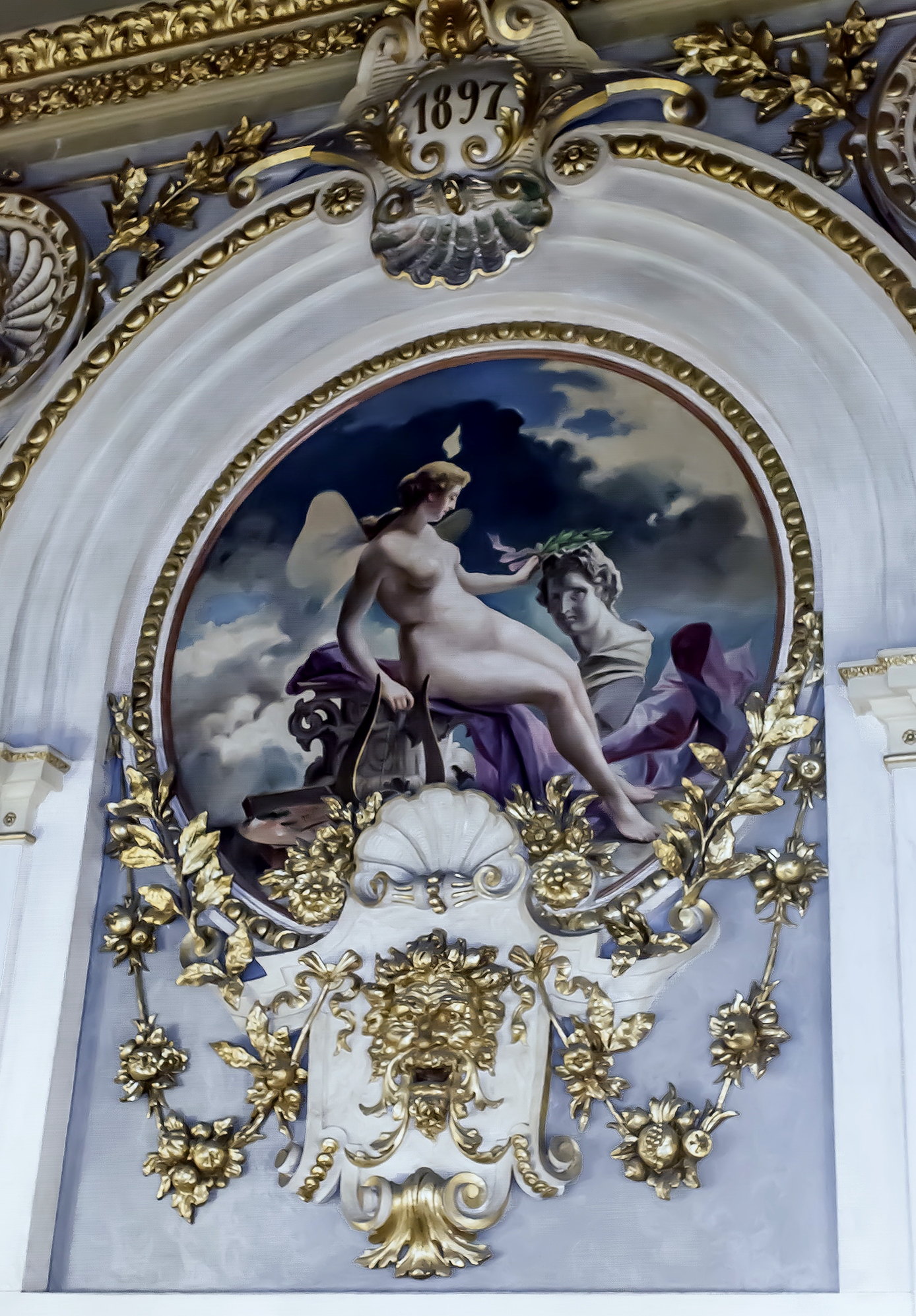
El arte
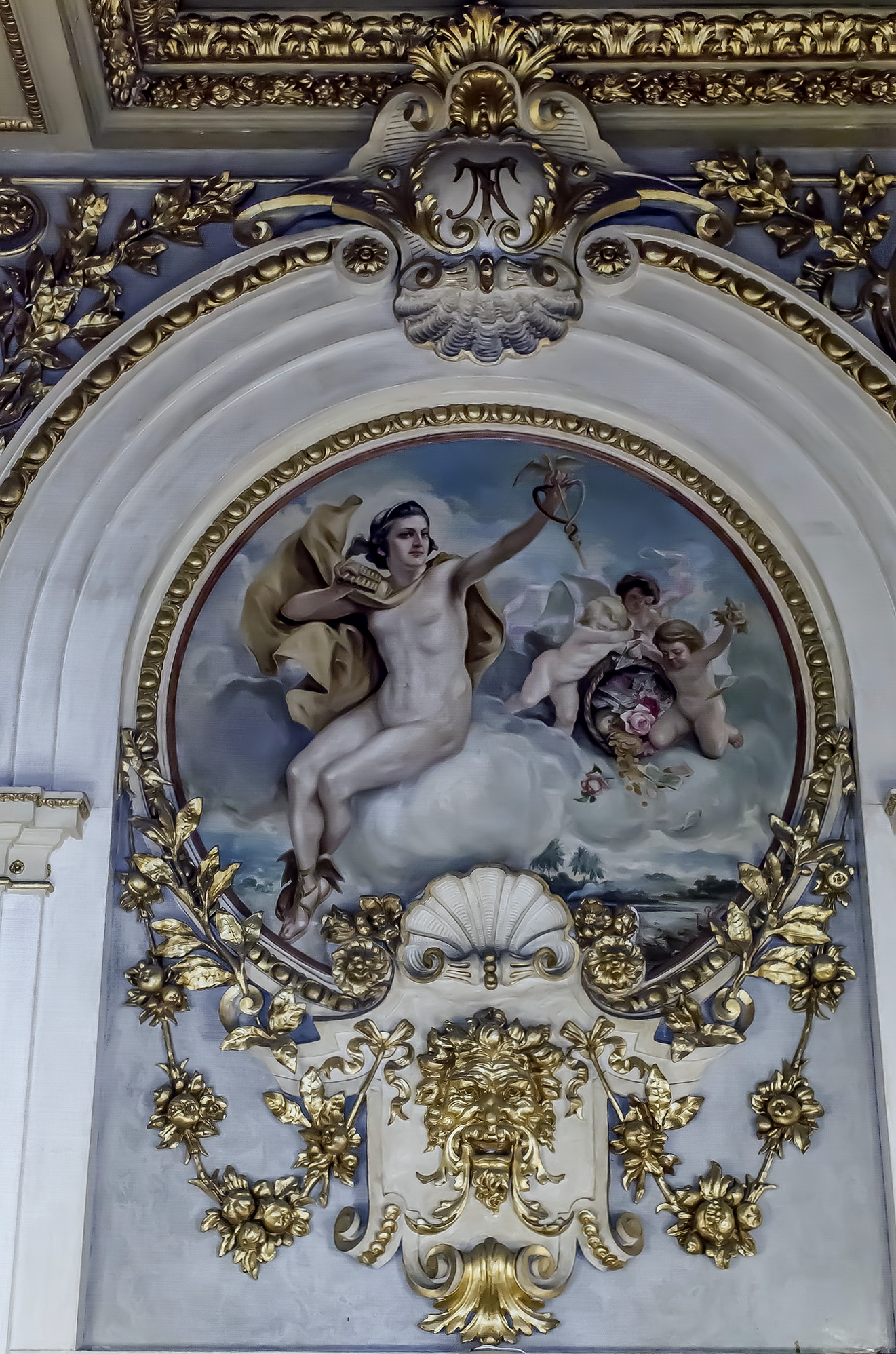
El comercio
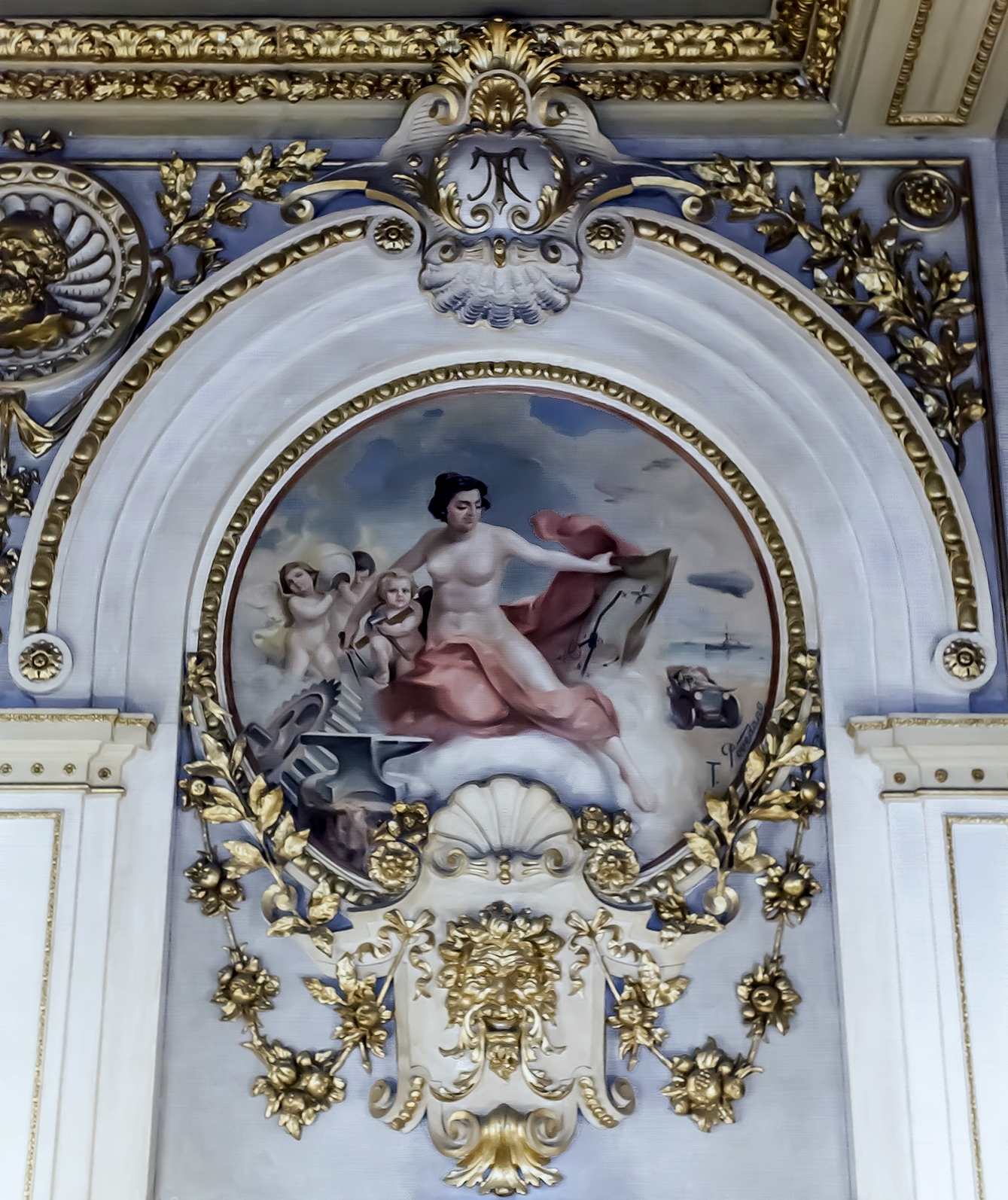
La industria

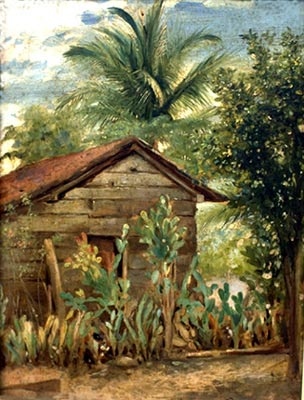
Casa campesina
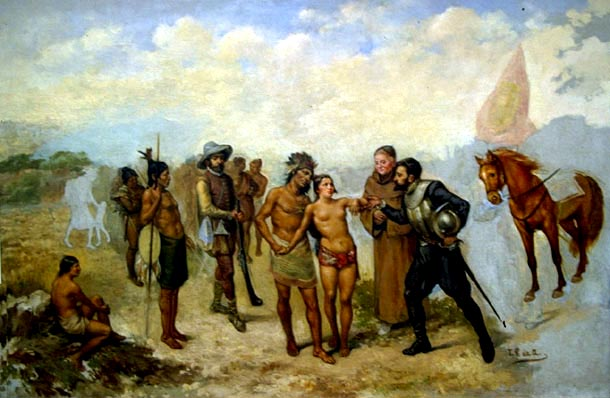
Rescate de Dulcehé
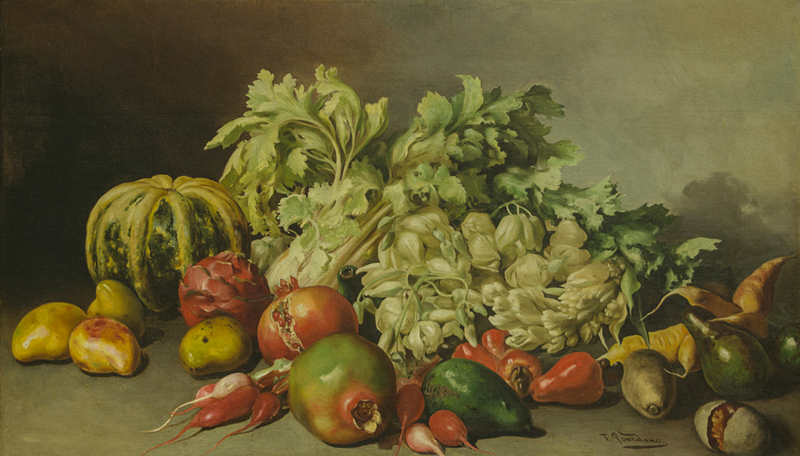
Verduras
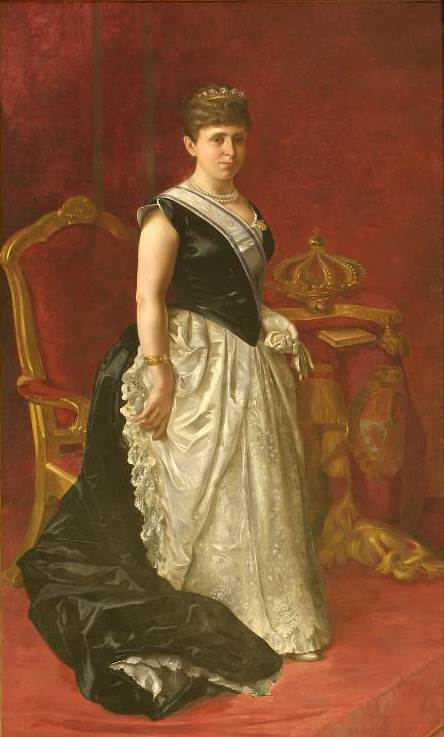
María Cristina de Austria

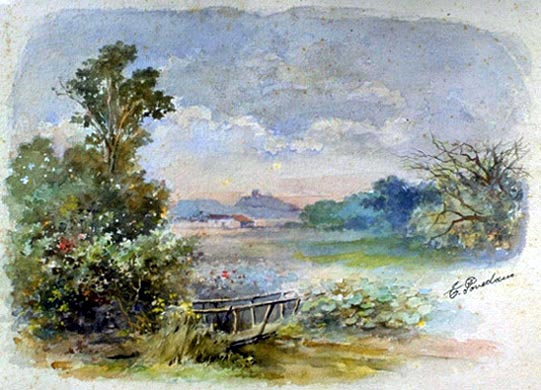
Paisaje
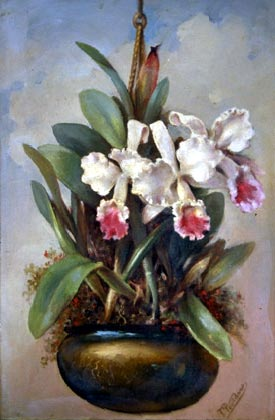
Guarias de Turrialba
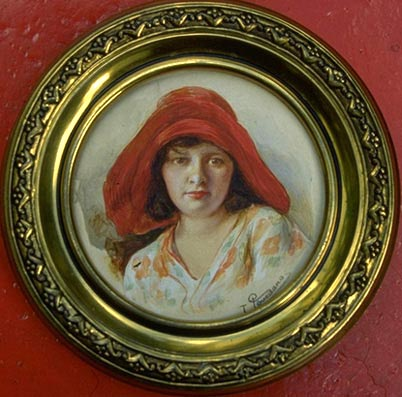
Retrato de Dora Loría

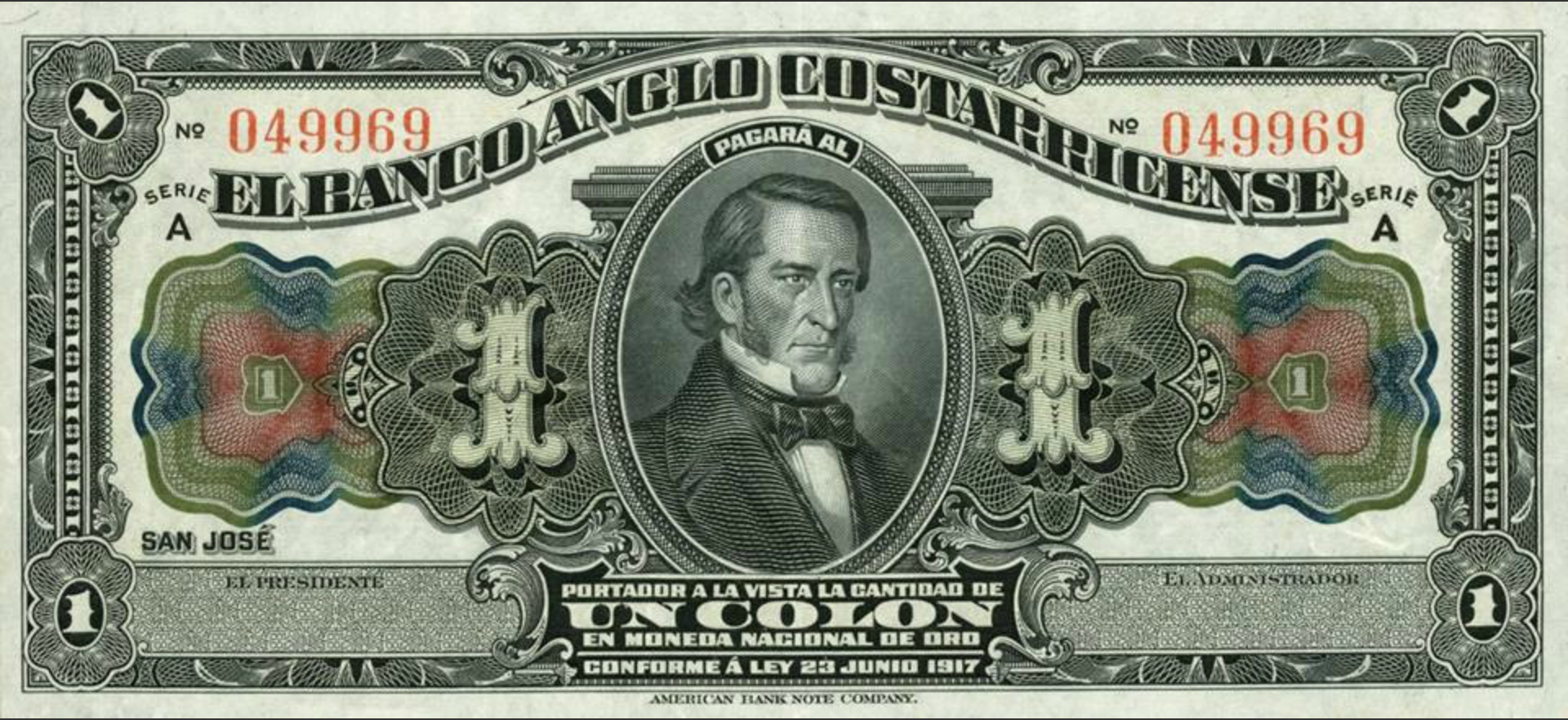
José Rafael Gallegos
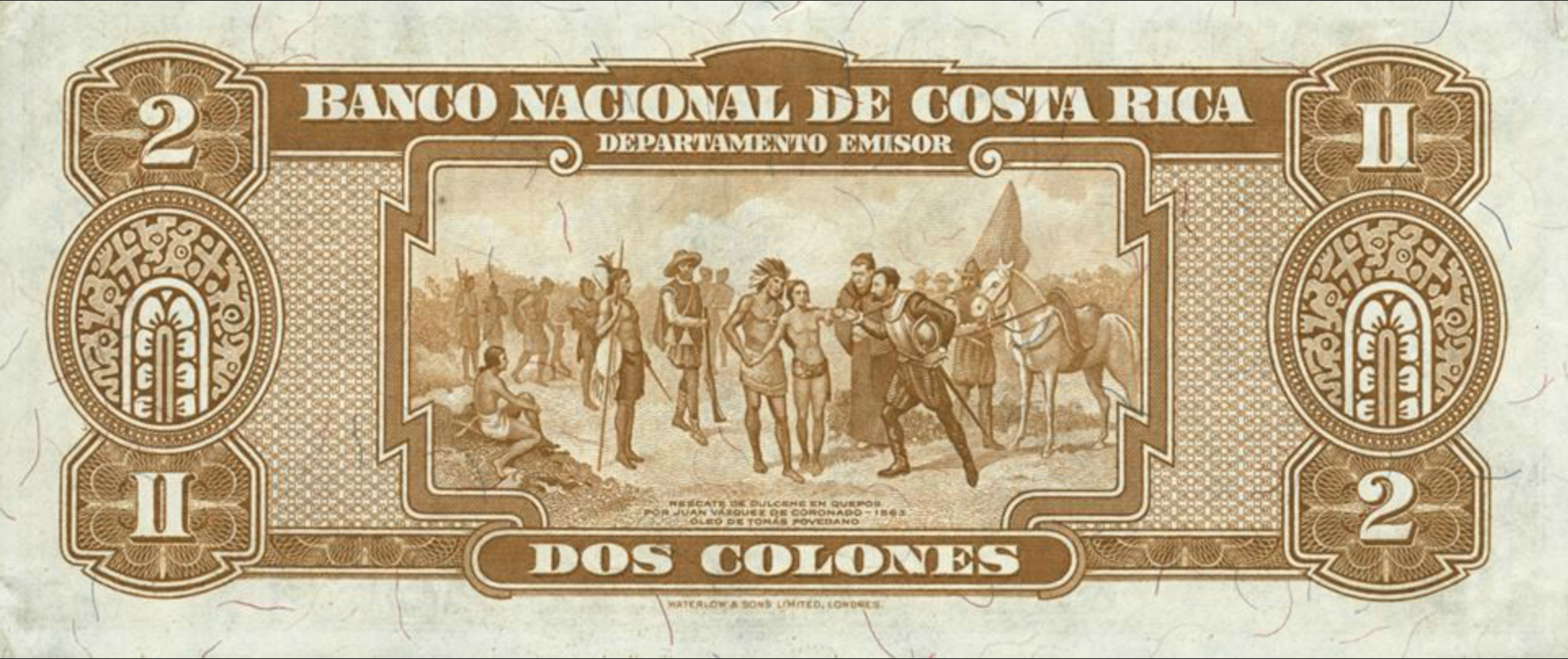
Rescate de Dulcehé
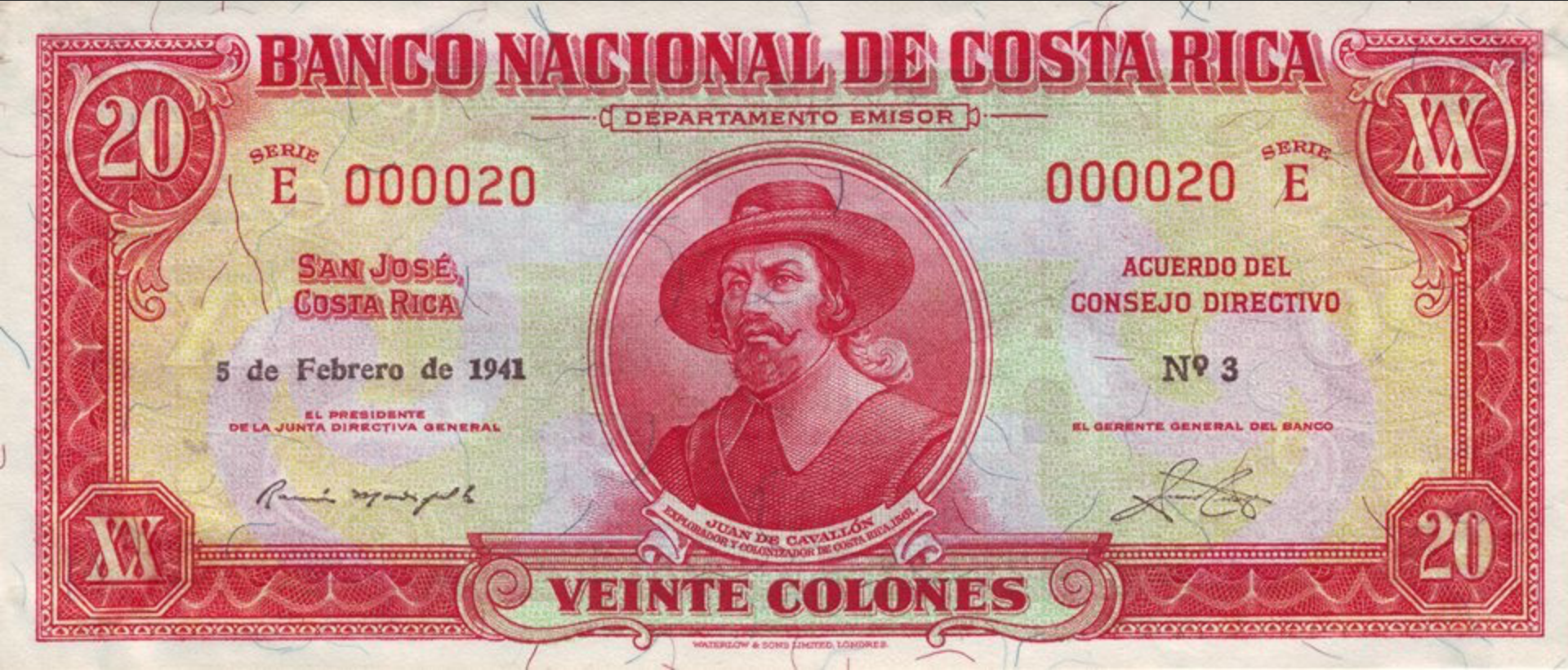
Juan de Cavallón
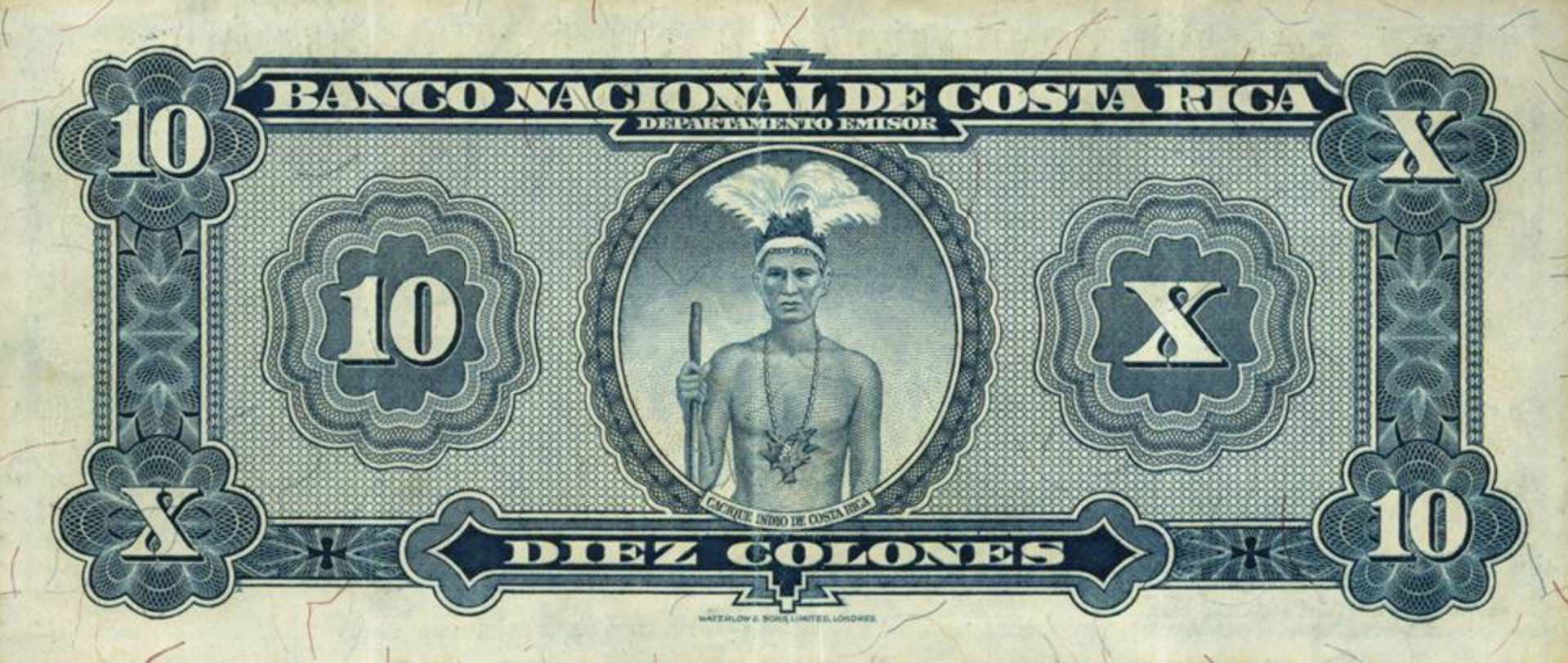
Cacique indio